# (4381) Uenohara
(4381) Uenohara ist ein Hauptgürtelasteroid, der am 22. November 1989 von Nobuhiro Kawasato am Observatorium in Uenohara entdeckt wurde.
Der Asteroid wurde nach der japanischen Stadt Uenohara benannt.